# Milton Himmelfarb
Milton Himmelfarb (21. října 1918 Brooklyn – 4. ledna 2006 New York) byl americký sociograf, který se zabýval americkou židovskou komunitou.
Po čtyři desetiletí pracoval v Americkém židovském výboru, kde zastával funkci ředitele informací a výzkumných služeb. Editoval mnoho verzí Americké židovské ročenky (American Jewish Yearbook). Byl také přispěvatelem do konzervativního názorového měsíčníku Commentary.
V roce 1986 ho jmenoval tehdejší americký prezident Ronald Reagan do Rady Spojených států amerických pro památník holokaustu. Vedle toho zastával řadu akademických postů, byl hostujícím profesorem na Židovském teologickém semináři a Reconstrukcionistické rabínské škole. Byl i hostujícím vyučujícím na Yaleově univerzitě. V roce 1938 získal bakalářský titul a o rok později také magisterský titul na City College of New York.
Ve známost vešel tím, že v 50. letech 20. století vymyslel aforismus popisující politické přesvědčení americké židovské komunity, "Židé vydělávají jako episkopálové a volí jako Portorikánci." Jeho sestrou je Gertrude Himmelfarb, historička a manželka amerického konzervativního myslitele Irvinga Kristola. Zemřel v New Yorku ve věku 87 let.

## Vybrané práce, na nichž se podílel Milton Himmelfarb
- Jews and Gentiles. New York: Encounter Books, 2007. Dostupné online. ISBN 9781594031540.
- American Jewish Yearbook 1986. New York: American Jewish Committee, 1985. ISBN 9780827602694.
- The Jews of modernity. Philadelphia: Jewish publication society of America, 1973. Dostupné online. ISBN 0-465-03674-0.
- Jews in unsecular America : essays. Grand Rapids, Mich.: William B. Eerdmans Pub. Co. and Center for the Study of the American Jewish Experience, New York, 1987. Dostupné online. ISBN 0-8028-0206-0.
- Zero population growth--for whom? : Differential fertility and minority group survival. Westport, Conn: Greenwood Press, 1978. Dostupné online. ISBN 0-313-20041-6.